# Luis Martínez (baseball, 1985)
Luis Martínez (né le 3 avril 1985 à Lebanon, Tennessee, États-Unis) est un ancien receveur de baseball qui a évolué en Ligues majeures pour les Padres de San Diego en 2011 et les Rangers du Texas en 2012. 

## Carrière
Luis Martínez est drafté en 11e ronde en 2005 par les Mets de New York alors qu'il joue au baseball dans un collège communautaire de Jackson, Tennessee mais il ne signe pas avec l'équipe et choisit plus tôt de poursuivre son parcours à l'Université Cumberland de sa ville natale de Lebanon, dans le même État. En juin 2007, il est sélectionné au 12e tour par les Padres de San Diego et, cette fois, accepte le contrat qui lui est proposé.
Le receveur amorce en 2007 sa carrière en ligues mineures pour atteindre en 2011 le niveau Triple-A, dernière étape avant les majeures. Martínez fait ses débuts avec les Padres de San Diego le 15 juillet 2011 dans un match contre les Giants de San Francisco. Le 27 juillet suivant contre les Diamondbacks de l'Arizona, il frappe son premier coup sûr dans les majeures : un circuit contre le lanceur Bryan Shaw. Martínez dispute 22 parties pour les Padres en 2011 et totalise un circuit et 10 points produits.
Le 21 décembre 2011, San Diego échange Luis Martínez aux Rangers du Texas en retour du lanceur droitier des ligues mineures Ryan Kelly. Il joue 10 matchs pour les Rangers en 2012. Il joue ensuite en ligues mineures avec des clubs affiliés aux Orioles de Baltimore (2013), aux Angels de Los Angeles (2014) et aux A's d'Oakland (2014).